# Astromesites primigenius
Astromesites primigenius är en sjöstjärneart som först beskrevs av Ole Theodor Jensen Mortensen 1925.  Astromesites primigenius ingår i släktet Astromesites och familjen kamsjöstjärnor.
Artens utbredningsområde är havet kring Nya Zeeland. Inga underarter finns listade i Catalogue of Life.